# Old Man River (cantante)
Old Man River, pseudonimo di Ohad Rein (Sydney, 18 aprile 1979), è un cantautore australiano.
In Italia è conosciuto principalmente per il singolo La, che è divenuto uno dei tormentoni estivi del 2007.

## Biografia
Figlio di genitori entrambi chitarristi, Ohad si iscrive da piccolo al conservatorio musicale di Sydney, una scuola che, in passato, ha lanciato tra gli altri Natalie Imbruglia. Rein dimostra una certa predisposizione allo strumento e, dopo alcuni anni, si sottopone ad alcune audizioni. Nella prima i giudici esprimono scetticismo nei suoi riguardi, ma l'anno successivo la giuria mostra di apprezzare la sua esibizione. Qualche tempo dopo, Rein prende anche lezioni di canto e supera subito il provino.
Dopo aver girato gli Stati Uniti, l'India ed Israele, Ohad ritorna in Australia, dove continua a spostarsi facendo musica dapprima insieme al gruppo musicale dei Gelbison, ed in seguito con il gruppo dei Nation by the River, a cui si aggiunge Luke Steel degli Sleepy Jackson. Alla fine tutto confluisce nel progetto solista di Rein: Old Man River. Nel 2004, sotto questo nome ha pubblicato il suo primo EP indipendente: Sunshine.
Riguardo al nome, Ohad ha dichiarato al settimanale GQ: Il nome Old Man River mi ha ispirato quando ero in riva al mare. Perché Old? Perché è dalla mia infanzia che mi reco sempre in riva al mare e adesso,a maturità raggiunta in pieno,mi sento vecchio e dunque questo nome mi rispecchia (in italiano il nome Old Man River significa Vecchio uomo di fiume)!"
Old Man River gira l'Australia, facendo da sostenitore ai The Sleepy Jackson, Damien Rice, The Violent Femmes, Bob Evans, Youth Group e Josh Pike.
Nel giugno 2007 arriva nei negozi il suo primo album, intitolato Good Morning. Anticipato dal singolo La, una canzone che riscuote un grande successo di pubblico in ambito mondiale, ricevendo anche molti consensi da parte della critica. Dopo vari mesi, il cantante torna con il singolo Sunshine, che ottiene un buon successo.
"Non lo avrei mai detto. Avere raggiunto questa sorta di successo significa avere conquistato fama e maturità; ma non è tempo di esaltarsi, la strada va avanti e si potrebbe cadere in basso in qualsiasi momento, quindi, avanti così" (Dichiarazioni durante l'intervista di SKY Tg 24).
Durante il tour, Old Man River ha toccato anche l'Italia: è stato a Verona in occasione della finale del Festivalbar, ed inoltre a Milano, Ancona, Roma, Scandiano e si è inoltre esibito come apri concerto per i Negramaro ai loro concerti di Ferrara e Piacenza.
Nel 2008, terminata la promozione del primo album, Ohad annuncia di essere al lavoro per un nuovo album. In autunno Old Man River incide una reinterpretazione del brano "The Music Goes Round My Head" per la compilation Easy Fever - A Tribute to the Easybeats and Stevie Wright. A novembre 2009 viene ufficializzato il completamento dell'album e viene ufficializzato il titolo "Trust". L'album è stato registrato dal 2008 al 2009 a Sydney, Tel Aviv e Mumbai, ed è stato pubblicato nell'estate 2010. Il disco è stato anticipato dal singolo You're On My Mind, pubblicato l'11 giugno 2010, promosso anche dal You're On My Mind Tour. Il prossimo estratto sarà Norway (I Like It Like This), di cui il videoclip è stato pubblicato in rete a fine agosto. Nel 2012 ha pubblicato l'EP The Ones That Got Away, un album contenente alcune b-sides e pezzi rari.

## Discografia

### Album in studio
- 2007 – Good Morning
- 2010 – Trust
- 2019 – Mid Life Crisis

### EP
- 2004 – Sunshine
- 2012 – The Ones That Got Away

### Singoli
- 2006 – Trousers
- 2007 – La
- 2008 – Sunshine
- 2010 – You're On My Mind
- 2010 – Norway (I Like It Like This)

### Videoclip
- 2006 – Trousers
- 2007 – La
- 2008 – Sunshine
- 2008 – Summer
- 2010 – You're On My Mind
- 2010 – Norway (I Like It Like This)